# Французько-данські відносини
Відносини Данії та Франції стосуються поточних та історичних взаємен між Данією та Францією. У Данії є посольство в Парижі, а Франція має посольство в Копенгагені. Обидві країни є повноправними членами НАТО та Європейського Союзу.

## Історія
Відносини Данії та Франції почались ще в середньовіччі, коли в Данії перебували французькі ченці, а в Парижі — данські студенти. У 17 столітті у Франції було багато данських студентів, що вивчали медицину, право, філософію та теологію, тоді як у Данії було багато французьких репетиторів.
Інґеборг, дочка Вальдемара I Великого, була королевою-консорт Франції (1193 р. та 1200—1223 рр.).

### Сконська війна

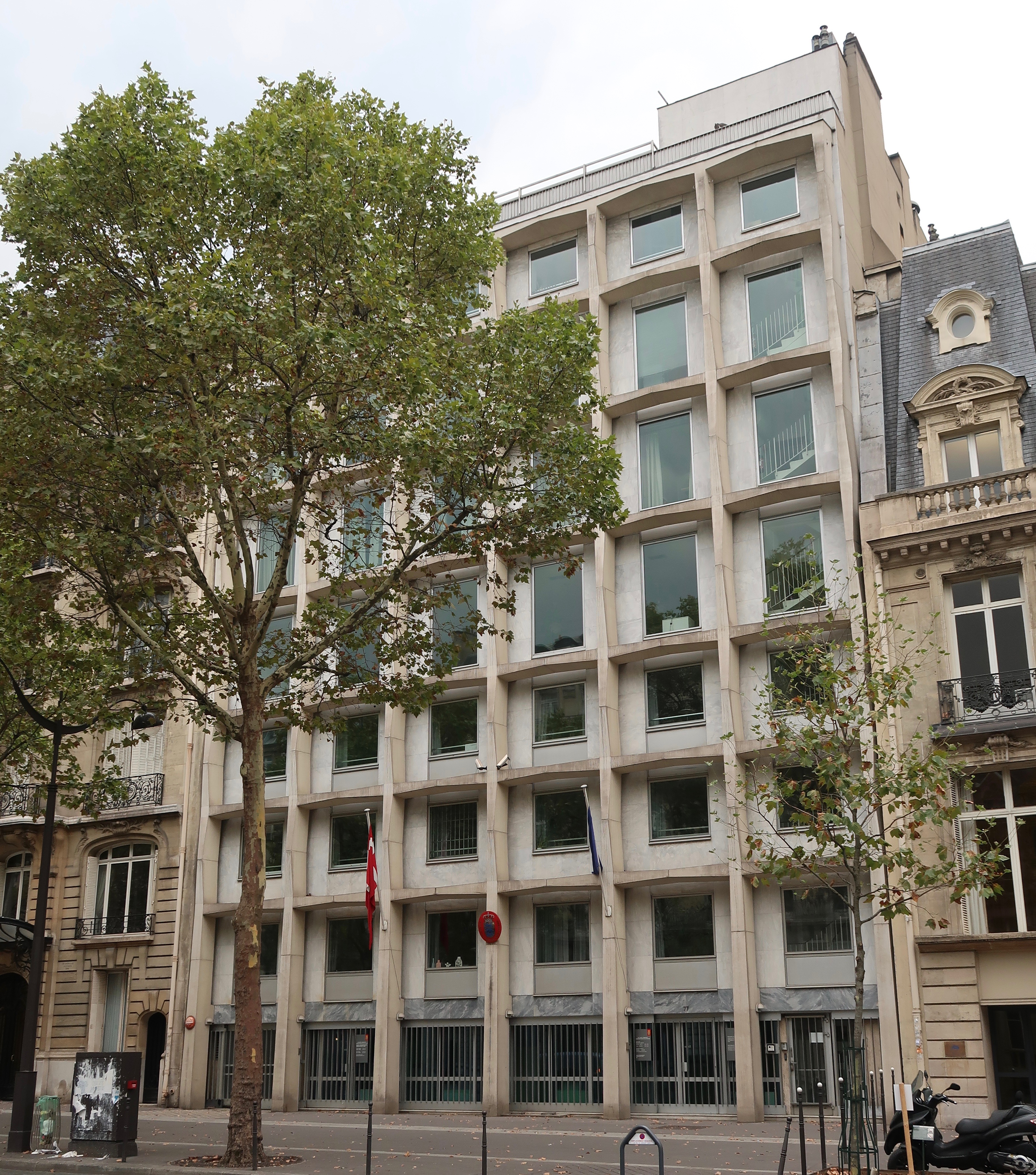
Посольство Данії в Парижі

Сконська війна (1675—1679) була однією із Північних воєн із залученням об'єднання Данії-Норвегії, Бранденбурга та Шведської Імперії. Вона велася здебільшого на землях Сканії, в колишніх данських провінціях вздовж кордону зі Швецією та в Північній Німеччині. Хоча битви на території останньої розглядаються англійською, данською та шведською історіографією як театр Війни за Сконе, німецькою історіографією вони бачаться як окрема війна під назвою Шведсько-Бранденбурзька війна
Війну спричинила шведська участь у Франко-голландської війні. Швеція об'єдналася з Францією проти кількох європейських країн. Республіка об'єднаних провінцій Нідерландів, зазнавши нападу з боку Франції, шукала підтримки у Данії та Норвегії. Після деяких вагань король Крістіан V розпочав вторгнення у Скенію (Сконеленд) у 1675 році, тоді як Швеція була зайнята війною протиБранденбурга. Вторгнення в Сканію поєднувалося з одночасним Норвезьким фронтом, який називався Війною Гілденльов, змушуючи шведів, що вели оборонну війну, боротися на два фронти на додачу до її залучення в боротьбу з Священною Римською імперією .
Метою Данії було відновлення влади над землями Сканії, які було передано Швеції за умовами Роскілльського миру, після Північних воєн. Хоча наступ Данії спочатку мав великий успіх, шведський контрнаступ на чолі з 19-річним Карлом XI звів нанівець значну частину здобутків цього наступу.
Ця війна була без очевидного переможця; шведський військовий флот програв на морі, данську армію було розгромлено в Сканії шведами, які в свою чергу, зазнали поразки в Північній Німеччині від бранденбуржців. Війна і бойові дії закінчилися, коли союзниця Данії Голландська республіка дійшла згоди з сильнішою союзницею Швеції Францією, а шведський король Карл XI одружився з данською принцесою Ульрікою Елеонорою, сестрою Крістіана V. Мир був укладений від імені Франції договорами Фонтенбло, Лунда та Сен-Жермена, відновивши більшість втрачених територій Швеції.

### Війна Шостої Коаліції
У війні Шостої коаліції (1812—1814) коаліція Австрії, Пруссії, Росії, Іспанії, Швеції, Великої Британії та ряду німецьких держав остаточно розгромила Францію і загнала Наполеона Бонапарта у вигнання на острів Ельба. Після згубного вторгнення Наполеона в Росію (Французько-російська війна 1812 року) континентальні держави приєдналися до Росії, Великої Британії, Португалії та повстанців в Іспанії. Внаслідок реорганізації своїх армій за наполеонівськими напрямками вони вигнали Наполеона з Німеччини у 1813 році, вторглись у Францію у 1814 році, змусивши Наполеона зректися влади, та розпочали період реставрації Бурбонів.

## Економічні відносини
Експорт Франції до Данії в 2009 році склав 2,19 мільярда євро. Імпорт з Данії становив 2,35 мільярда євро в 2009 році.